# Francisco Martín Frías
Francisco Martín Frías (Coca, província de Segòvia, 1941) és un empresari i, fins que va presentar la seva dimissió en maig de 2012, conseller delegat i soci minoritari de l'empresa de transports MRW. En 2012 li fou atorgada la Creu de Sant Jordi per la Generalitat de Catalunya per la seva trajectòria i les seves iniciatives solidàries.

## Biografia
Els seus pares van emigrar a Catalunya procedents de Segòvia quan ell era de poca edat i es van establir al barri de Sant Andreu del Palomar de Barcelona. Des de molt jove va ajudar a la seva família en el petit comerç de comestibles que regentaven, assistint a classes nocturnes. A partir de llavors, va realitzar diversos treballs com a ajudant en el camió del seu pare i creà una empresa de maquinària per a excavació de terrenys. Aquesta va ser la seva activitat fins als 37 anys quan, amb un grup d'amics, el 1979 va comprar Mensajeros Radio, avui MRW.
Fruit de la seva gestió empresarial va aconseguir fer de l'empresa una signatura capdavantera en transport urgent, que compta amb més de 1370 franquícies i 60 plataformes logístiques distribuïdes a Andorra, Espanya, Gibraltar, Portugal i Veneçuela. El seu equip humà supera les 14.000 persones.

### Càrrecs
Actualment també ostenta els següents càrrecs:
- Vocal de Foment del Treball
- Membre del Comitè del Saló Internacional de la Logística (SIL)
- Patró de la Fundació Empresa i Societat
- Senador de la Fundació Catalana per a la Recerca
- Membre del Comitè del Saló Internacional de l'Automòbil de Barcelona
- Soci Fundador del Club d'Excel·lència en Sostenibilitat
- Patró de la Fundació Conocimiento y Desarrollo (CYD)
- Patró de la Fundació EADA

### Reconeixements personals
Fins avui, ha estat guardonat en nombroses ocasions, entre elles:
- 1996 Esment Honorífic Soci d'Honor d'UNICEF (Madrid)
- 1998 Premio Màster d'Or 1997 Fórum d'Alta Direcció (Madrid)
- 1999 Prócer de la Cultura Museu Egipci de Barcelona
- 1999 Distinció Honorary Degree ESERP (Escola Superior Universitària) (Barcelona)
- 1999 Premi Millor Directiu 1998 AED (Associació Espanyola de Directius) (Barcelona)
- 1999 Mallot Solidari de UNICEF (Barcelona)
- 2000 Premi Nicómedes García Gómez a la labor empresarial més significativa dels Segovians, Centro Segoviano de Madrid
- 2000 Premi Executiu de l'Any, Revista Executius (Madrid)
- 2001 Medalla d'Or al Mèrit de la Fira Internacional de Barcelona
- 2002 Fill Predilecte de la Vila de Coca (Segòvia)
- 2003 Ciutadà Europeu, Fòrum Europa 2001 (Barcelona)
- 2004 Premi Al lideratge en Acció Social, Club d'Excel·lència i Sostenibilitat (Madrid)
- 2005 Premi ASPID, Associació de Paraplègics i Discapacitats Físics de Lleida (Lleida)